# Hypoestes
Hypoestes es un género de plantas con flores perteneciente a la familia Acanthaceae. El género tiene 223 especies herbáceas descritas y de estas, solo 15 aceptadas.

## Taxonomía
El género fue descrito por Sol. ex R.Br. y publicado en Prodromus Florae Novae Hollandiae 474. 1810. La especie tipo es: Hypoestes floribunda R. Br. 

## Especies aceptadas deHypoestes
- Hypoestes aristata (Vahl) Sol. ex Roem. & Schult.
- Hypoestes betsiliensis S.Moore
- Hypoestes cancellata (Willd. ex Nees) Nees
- Hypoestes chlorotricha (Bojer ex Nees) Benoist			TRO
- Hypoestes consanguinea Lindau
- Hypoestes diclipteroides Nees
- Hypoestes forskaolii (Vahl) R.Br.
- Hypoestes glandulosa (S. Moore) Benoist
- Hypoestes mollissima (Vahl) Nees
- Hypoestes phyllostachya Baker
- Hypoestes sanguinolenta (Van Houtte) Hook.f.
- Hypoestes serpens (Vahl) R. Br.
- Hypoestes teucrioides Nees
- Hypoestes triflora (Forssk.) Roem. & Schult.
- Hypoestes verticillaris (L.f.) Sol. ex Roem. & Schult.[3]